# Linh hồn chủng tộc
Linh hồn chủng tộc (tiếng Đức: Rassenseele) là phần hồn chủng tộc thần bí lớn hơn bất kỳ cá nhân thành viên nào thuộc chủng tộc Đức theo đúng hệ tư tưởng của Đức Quốc xã. Linh hồn chủng tộc được cho là nguồn gốc của những thứ như công lý và thơ ca; Các chủng tộc không phải Aryan và hỗn hợp được cho là thiếu những phẩm chất này.